# Groupement du recrutement de la Légion étrangère
Le groupement de recrutement de la Légion étrangère (GRLE) est une unité de l'Armée de terre française. C'est l'unité formant corps, chargée du recrutement de la Légion étrangère.

## Histoire
Le groupement est créé le 10 juillet 2007 d'une scission avec le 1er régiment étranger. Il reprend les fonctions de la division du recrutement de la Légion étrangère.
Depuis le 30 avril 2018, il est l'héritier des traditions du 11e régiment étranger d'infanterie.

## Chefs de corps
- 2008-2010 : lieutenant-colonel Simmonet
- 2010-2012 : lieutenant-colonel Stéphane Bourban
- 2012-2014 : lieutenant-colonel Thierry Morvan
- 2014-2016 : lieutenant-colonel François-Xavier Petiteau
- 2016-2018 : lieutenant-colonel Yann Doutey
- 2018-2020 : lieutenant-colonel Gabriel Rousselle
- 2020-2022 : lieutenant-colonel Fabrice Prenveille
- 2022-2024 : lieutenant-colonel Thomas Eickmayer
- 2024-2026 : lieutenant-colonel Jean-Philippe Dieulangard

## Missions et organisation

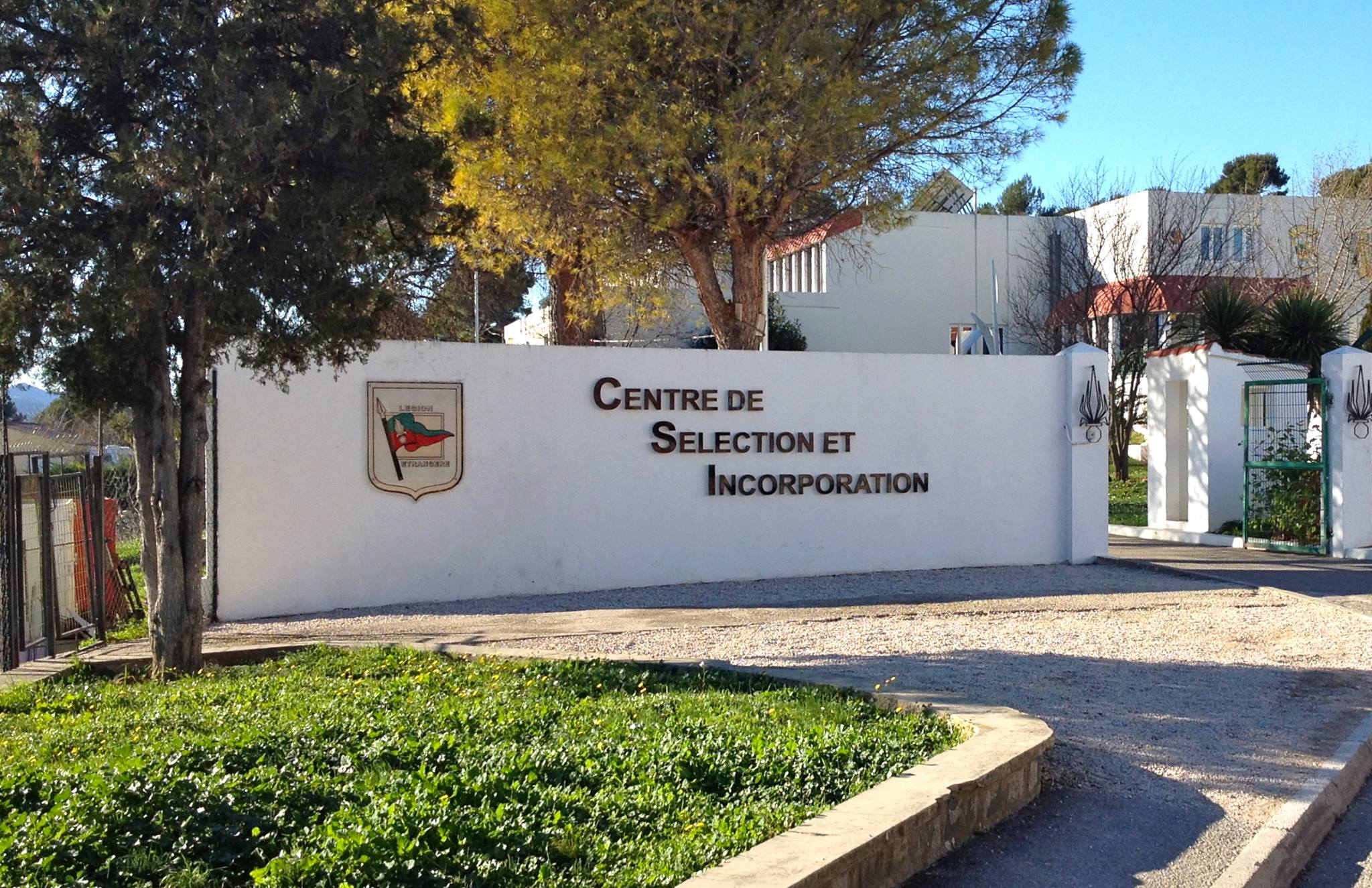
Entrée du centre de sélection et d'incorporation à Aubagne.

Cette unité est chargée du recrutement et de la sélection des candidats qui souhaitent s'engager à la Légion étrangère.
Elle est organisée en deux compagnies :
- la CTLE ou « compagnie de transit de la Légion étrangère », stationnée au fort de Nogent, sur la commune de Fontenay-sous-Bois située en région parisienne, accueille les légionnaires de passage avant leur affectation (ou leur retour) outre-mer ; elle a aussi en charge l'administration du personnel détaché à la direction des ressources humaines de l'Armée de terre ;
- la CRLE ou « compagnie du recrutement de la Légion étrangère » qui administre tous les postes de recrutement en France.

- Liste des postes de recrutement de la Légion étrangère :
  - Lille
  - Nantes
  - Paris (Fort de Nogent à Fontenay-sous-Bois)
  - Strasbourg (quartier Lecourbe)
  - Bordeaux
  - Lyon
  - Nice
  - Perpignan
  - Toulouse